# باول فنسنت كارول
باول فنسنت كارول (بالإنجليزية: Paul Vincent Carroll)‏ هو كاتب مسرحي وكاتب سيناريو وكاتب أيرلندي، ولد في 10 يوليو 1900، وتوفي في 20 أكتوبر 1968 في منطقة بروملي في المملكة المتحدة بسبب مرض.

## وصلات خارجية
- باول فنسنت كارول على موقع IMDb (الإنجليزية)
- باول فنسنت كارول على موقع قاعدة بيانات برودواي على الإنترنت (الإنجليزية)
- باول فنسنت كارول على موقع قاعدة بيانات الفيلم (الإنجليزية)